# МКС-6
МКС-6 — шостий довготривалий екіпаж Міжнародної космічної станції. Екіпаж працював на борту МКС з 25 листопада 2002 року по 3 травня 2003 року.
Під час шостої експедиції було прийнято і розвантажено ТКГ «Прогрес М-47». Так само проведені наукові дослідження та експерименти за російською і американською програмами. По завершенні станція була передана екіпажу 7-ї основної експедиції.
Через катастрофу «Колумбії» політ було продовжено на два місяці, посадка замість «Атлантіса» була виконана на «Союзі ТМА-1».

## Екіпаж
- (НАСА): Кеннет Дуейн Бауерсокс (англ. Kenneth Dwane "Sox" Bowersox) (5)[5] — командир, пілот
- (Роскосмос): Микола Бударин (3) — бортінженер-1
- (НАСА): Доналд Петтіт (1) — бортінженер-2[6]

## Параметри польоту
- Нахил орбіти — 51,6°
- Період обертання — 92,0 хв
- Перигей — 384 км
- Апогей — 396 км

## Виходи у космос
Перший вихід планувався 12 грудня 2002 року (його повинні були зробити астронавти Кеннет Бауерсокс і Микола Бударин), проте у зв'язку з невідповідністю американським вимогам параметрів серцевої діяльності при фізичному навантаженні обох космонавтів, вихід було скасовано 10 грудня.
- 15 січня 2003 року, тривалість 6:00 51 хвилина — астронавти Кеннет Бауерсокс і Доналд Петтіт. Цей вихід, у рамках програми МКС, був ювілейним — п'ятдесятим[8]. У завдання виходу входили забезпечення розгортання середнього радіатора секції P1, очищення надірного стикувального вузла ACBM модуля Юніті, монтаж світильника на візок CETA 2 на секції S1 і огляд блоку EAS на секції P6.
- 8 квітня 2003 року, тривалість 6:00 26 хвилин — астронавти Кеннет Бауерсокс і Доналд Петтіт[9]. Заміна модуля управління у системі енергопостачання RPCM 3A (від англ. Remote Power Control Module) на мобільному транспортері MT (від англ. Utility Transfer Assembly - UTA) і зміна конфігурації подачі живлення на гіродіні CMG (від англ. Control moment gyroscope — буквально: гіроскоп з керуючим моментом) номер 2 і 3.

## Цікаві факти
- Після катастрофи шаттла стало ясно, що заміна екіпажу МКС у березні 2003 року неможлива. Стало очевидно, що заміну екіпажу доставить Союз. Однак основними спірними моментами були нестача питної води (як наслідок, скорочення екіпажу до 2-х чоловік) і можливість виходу у відкритий космос у американських скафандрах через шлюзовий відсік модуля Квест двох чоловік без сторонньої допомоги[10].
- У зв'язку з початком 20 березня 2003 року військової операції американо-британської коаліції в Іраку знову постало питання про можливість використання МКС у військових цілях. За день до початку кампанії Росавіакосмос офіційно заявив, що «екіпаж МКС не буде відслідковувати переміщення іракських військ під час військової операції, оскільки МКС ніколи не призначалася для подібних цілей»[11].
- Через те, що «Союз ТМА-1» виконав балістичний спуск, приземлення було здійснено за 440 км від розрахункової точки[4].